# Ōharu
Ōharu (大治町?) è una cittadina giapponese della prefettura di Aichi.